# Maureen Lebel
Maureen Lebel (13 giugno 1998) è un'ex sciatrice alpina statunitense.

## Biografia
Specialista delle prove veloci attiva dal novembre del 2014, in Nor-Am Cup Maureen Lebel ha esordito il 1º dicembre 2014 a Copper Mountain in slalom speciale, senza completare la prova, ha colto due vittorie (la prima, suo primo podio, il 12 dicembre 2016 a Panorama in supergigante, la seconda il 28 febbraio 2018 a Copper Mountain in discesa libera) ed è salita per l'ultima volta sul podio il 3 marzo 2018 a Copper Mountain in supergigante (3ª); ha debuttato in Coppa del Mondo il 15 gennaio 2022 ad Altenmarkt-Zauchensee in discesa libera piazzandosi 40ª e tale risultato sarebbe rimasto il migliore della sua carriera nel massimo circuito, bissato il 30 gennaio 2022 a Garmisch-Partenkirchen in occasione della sua quarta e ultima gara disputata. Dopo quel gennaio 2022 ha disputato soltanto il supergigante dei Campionati statunitensi di sci alpino 2023, il 2 aprile a Sun Valley, ultima gara della sua carriera; non ha preso parte a rassegne olimpiche o iridate.

## Palmarès

### Nor-Am Cup
- Miglior piazzamento in classifica generale: 20ª nel 2018
- 4 podi:
  - 2 vittorie
  - 2 terzi posti

#### Nor-Am Cup - vittorie
| Data             | Località        | Paese       | Specialità |
| ---------------- | --------------- | ----------- | ---------- |
| 12 dicembre 2016 | Panorama        | Canada      | SG         |
| 28 febbraio 2018 | Copper Mountain | Stati Uniti | DH         |

Legenda:

DH = discesa libera

SG: supergigante